# Capitanes de Arecibo
O Capitanes de Arecibo é um clube esportivo de basquetebol de Porto Rico. Fundado em 1946, tem sua sede na cidade de Arecibo. Conquistou cinco títulos nacionais, o último deles em 2011. 
Participou das sete primeiras edições da FIBA Liga das Américas, tendo sido vice-campeão em 2011 e terceiro lugar em 2013. Reforçou o elenco para a competição de 2014, trazendo Guillermo Araujo, campeão em 2013 pelo Pinheiros, e fez uma preparação forte, incluindo uma pré-temporada em Orlando e cinco amistosos em Orlando e Caracas, dos quais venceu quatro. Seguiu para Quito com dez dias de antecedência, para se adaptar à altitude da capital equatoriana, sede da primeira fase da Liga.